# Jempol
Jempol fou un estat subsidiari de Negeri Sembilan, dependent de Jelebu. Va ser fundat a la meitat del segle xviii. La capital fou Bahau.
Com en altres estats es coneixen els sobirans fins vers 1966, però les dades no es poden precisar. Portaven el títol de Datuk Penghulu.
- Daim
- Cap
- Rial
- Matik
- Hasan vers 1839-?
- Johan
- Shukul ?-1916
- Abdul Wahab 1916-?
- Sulaiman bin Abdullah vers 1966